# En Banyeta: per dos quarto'ls hi darà una banyada cada setmana
En Banyeta: per dos quarto'ls hi darà una banyada cada setmana, és una revista catalana de caràcter humorístic que va estar activa a finals del segle xix, concretament els anys 1877 i 1878. Del seu director, Joan Artau, no s'ha trobat informació.

## Naixement
La revista En Banyeta: per dos quarto’ls hi darà una banyada cada setmana va ser publicada per primer cop el 16 de novembre de 1877 a Barcelona pel director Joan Artau (1850-1913). El motiu d’impulsió, com el de la majoria de revistes de l’època, va ser els Jocs Florals.
“Els Jocs Florals, que surt per primera vegada el 6 de maig del mateix any, no és tan exclusivament literari i floralesc com deixa entendre el títol i com subratlla la capçalera (on hi ha un al·legoria dels Jocs i una caricatura de Guimerà). Els qui feien aquell setmanari – declaraven a la «Convocatòria» del primer número – tenen «la idea del progrés de Catalunya i de tot lo que pertanyi a ella» i, fixos en aquesta idea, «vogarem ab dalè perquè la nau... puga arribar al port de la salvació». El director era Josep Verdú. Tenia el format 332x242 mm i l'extensió i preu acostumats, i era imprès a can Tomàs Gorchs, del carrer del Carme, 38. Van sortir-ne 41 números, el darrer del 17 de febrer de 1878.” 
Publicada l’any 1877 per Barcelona: Estampa de C. Miró i Cª, la revista setmanal de caràcter humorístic en català només va tenir sis números.
Les publicacions eren en paper; amb un format de 320x240 mm i quatre pàgines a tres columnes. El preu fixat de la revista eren tres quartos.
La seva darrera publicació va ser el 7 de febrer de 1878.

## Història
La revista deixar clar des del seu primer article de presentació que es tracta d’una revista de caràcter humorístic que vol treure a relluir tot allò que s'estava amagant a l’època. A l’article de presentació de la revista s'assegura que se censurarà tot allò que s'hagi de censurar i, s'aplaudirà tot allò que s'hagi d’aplaudir. Per tant, com la majoria de revistes de l’època, es tracta d’una revista real que descobreix les realitats ocultes. És tracta d’una revista que crítica a la realitat d’una forma humorística i irònica.
La revista te una capçalera mixta; a la part superior apareix un dimoni sortint d’un gros tinter amb una ploma a les mans. Va tenir un total de sis publicacions; les quals totes tenen el mateix número de pàgines, quatre, i, totes les publicacions segueixen la mateixa estètica i estructura.
A la darrera publicació, informa als seus lectors del seu proper diari La suegra; el qual es publicarà tant aviat com sigui possible. No s'han trobat evidències de que el diari arribés a publicar-se finalment.

## Final
Finalment, la revista desapareix amb una durabilitat molt curta. El seu últim número va ser el 7 de febrer de 1878, al qual donaven les gràcies als seus lectors per l’interès que van tenir de llegir el diari.
Tot i no haver informació del motiu pel qual va desaparèixer la revista, podem esbrinar el motiu. Indagant una mica, ens trobem amb que la majoria de revistes i diaris humorístics de l’època tenien una curta durada. Això es deu a la censura per la crítica a personatges reconeguts.

## Relació de directors i col·laboradors
| Director      | Joan Artau            |
| Il·lustrador  | P. Elias              |
| Col·laborador | Frederic Rahola       |
| Col·laborador | Claudi Omar i Barrera |
| Col·laborador | Simó Alsina i Clos    |
| Col·laborador | Àngel Busquets        |